# دروازه ستارگان اس‌جی-۱
دروازهٔ ستارگان اس‌جی-۱(به انگلیسی: Stargate SG-1)(یا به‌طور خلاصه اس‌جی-۱) نام یک مجموعه تلویزیونی علمی-تخیلی است بر اساس فیلمی علمی تخیلی با نام دروازهٔ ستارگان (۱۹۹۴). اساس هر دو بر وجود دستگاه‌هایی به نام دروازهٔ ستارگان (اختردروازه) است که با استفاده از کرم‌چاله‌های مصنوعی به مردم و اشیاء امکان جابجاشدن و طی مسافت‌های عظیم از این سوی کهکشان تا آن سوی کهکشان می‌دهند. گرچه در این برنامهٔ تلویزیونی حد اقل به ۲۰ تیم اس‌جی دیگر اشاره می‌شود تمرکز بر گروهی به نام اس‌جی-۱ است. این گروه در یک پایگاه فوق سری نیروی هوایی آمریکا با نام فرماندهی دروازهٔ ستارگان فعالیت می‌کنند. آنان با استفاده از اختردروازه‌ای که روی زمین یافت شده‌است به دنیاهای دیگر سفر کرده در آنجا کاوش می‌کنند و از کرهٔ زمین در مقابل تهدیدهای موجودات فضایی (بیگانگان) (که طی ماجراهای فیلم اصلی برانگیخته شد) دفاع می‌کنند. از این رو برخلاف بسیاری از مجموعه ماجراهای علمی‌تخیلی دیگر با زمینهٔ کاوش و اکتشافات بین‌سیاره‌ای، طرح اس‌جی-۱ و وقوع وقایع آن بر کرهٔ زمین و در زمان حال بوده و بیشتر به انسان‌ها می‌پردازد.

## خلاصهٔ مجموعه
اعضای نخستین اس‌جی-۱ سرهنگ جک اُنیل (ریچارد دین آندرسن) دکتر دنیل جکسن (مایکل شنکس) سروان سامانتا کارتر (آماندا تپینگ) و تیلک (کریستفر جاج) بودند. در هشت فصل نخست دشمنان اصلی گؤائولدها بودند: موجودات بیگانهٔ مارفش بیرحمی با هوش و ذکاوت بسیار بالا و سودای سیطره بر کل کهکشان‌ها که به بدن موجودات دیگر، شامل انسان‌ها در سیاره‌های گوناگون هجوم برده و به صورت انگل در آن ساکن شده و اختیار آن را در دست می‌گیرند. رَدِ دشمنان (از نژاد گؤائولد) آپافیس از اربابان سامانه است.
در قسمت اول مجموعه هدف گروه‌های اس-جی مشخص می‌شود: سفر به جهان‌های دیگر و تحصیل فناوری بیگانه برای دفاع از زمین در مقابل گؤائولد. از این قسمت به بعد تقریباً همهٔ قسمت‌ها حول همین محور می‌گردند. بسیار اتفاق می‌افتد که قسمت (اپیسود)* با حضور گروه در سیاره‌ای دیگر آغاز می‌شود و تماشاگر در می‌یابد که مطابق معمول آن‌ها به سیاره‌ای دیگر رفته‌اند تا فناوری بیگانه تحصیل کنند یا هم‌پیمان‌های احیاناً کارآمد بیابند. علاوه بر این، شخصیت باستان‌شناس و تاریخدان (دنیل جکسن) علاقه‌های مردم‌شناسانه و باستان‌شناختی به فرهنگهای بیگانه دارد و گاه اعضای گروه درگیر مسائل اخلاقی می‌شوند که بعضاً منجر به متفکرانه‌تر یا فلسفی‌تر شدن قسمت می‌گردد.
سکنهٔ بیشتر سیاره‌های بیگانه را انسان‌ها تشکیل می‌دهند که در زمان‌های باستان به این سیاره‌ها منتقل شده‌اند و دارای فرهنگهایی شبیه فرهنگهای واقعی روی زمین، شامل فرهنگ اقوام آزتک، مایا، بریتانیایی، اسکاندیناوی، مغولی، یونانی، رومی و از همه مهم‌تر مصری باستان‌اند. بسیاری از مکان‌های معروف اساطیری مثل آتلانتیس در طول برنامه یافت شده‌اند. در این مجموعه معمولاً توضیح یا تبیینی تخیلی از ریشه و اصل این مکان‌ها و اساطیر داده می‌شود.
مجموعه معمولاً از یک فرمول مستقیم تبعیت می‌کند و آن این است که اکثر حوادث بزرگ شامل برآمدن دشمنان و خطرات بزرگ تقصیر کنجکاوی انسان‌هاست.
- پس از پنج هزار سال بی‌محلی به زمین، گؤائولدها، پس از اینکه زمینیان اختردروازه را به کارانداخته و ارباب سامانه راع را شکست می‌دهند، زمین را به عنوان تهدیدی علیه خود تلقی می‌کنند.
- تکثیرشوندگان به دست یک ربات آدم‌نما ساخته می‌شوند که خود به دست یک دانشمند انسان (احتمالاً یک آلتری) ساخته شده‌است.
- اورایها پس از اینکه دنیل جکسن و والا مل دران یک دستگاه مخابراتی باستانی را که خودآگاهی آن‌ها را به کهشکشان اورای‌ها می‌فرستد به کار می‌اندازند، از وجود کهکشان راه شیری آگاه می‌شوند.
- همچنین به دروازهٔ ستارگان آتلانتیس رجوع کنید.

## خلاصهٔ طرح داستانی

### فصل یک
هنگامی که آپافیس، یک سال بعد از ماجراهای فیلم اصلی، به زمین حمله می‌کند پایگاه نظامی فرماندهی دروازهٔ ستارگان دوباره آغاز به کار می‌کند و گروه‌های اس‌جی که اصلی‌ترینشان اس‌جی-۱ است، برای کمک به دفاع از زمین در مقابل تهدید تازه، تشکیل می‌شوند. به سرعت آشکار می‌شود که آپافیس تنها یکی از اربابان گؤائولد سامانه است که برای به دست گرفتن قدرت در کهکشان تلاش می‌کند. همچنین کاشف به عمل می‌آید که دروازهٔ ستارگان بخشی از یک شبکهٔ عظیم دروازه‌هاست که سیارات پرشماری را به هم مربوط می‌کند.
گؤائولدها به صورت موجودات انگلی‌ای نشان داده می‌شوند که اختیار بدنهای دیگر (شامل انسان‌ها که توسط آن‌ها به اقصی نقاط کهکشان در گذشته‌های دور برده شده‌اند) را به دست می‌گیرند. اربابان سامانه ارتش‌های عظیمی از پیادگان در اختیار دارند و بخش اعظم این نیروها را انسان‌های دستکاری‌شده‌ای به نام جفا تشکیل می‌دهند. در طول مجموعهٔ تلویزیونی، عده‌ای از جفاها - که بعدها بر تعدادشان افزوده می‌شود- طغیان جفا را ایجاد می‌کنند. رهبری این شورش به دست براعتاک و شخصیت اصلی تیلک، یک جفای بلندپایه که در قسمت نخست با خیانت به اربابش به آرمان اس‌جی-۱ گروید، است.

### فصل دو
اس‌جی-۱ و اس‌جی‌سی چند پیمان اتحاد با نژادهای دیگر کهکشان از جمله تک'راعها می‌بندند. تک'راع‌ها از جنس گؤائولدند لیکن در مخالفت با اربابان سامانه‌اند و میزبانانشان بدن خود را خواستارانه با ایشان سهیماند. از جمله نژادهای دیگری که نشان داده می‌شوند تلانهایند که کاملاً ظاهر انسان دارند. در طول این فصل برای اولین بار مفهوم چهارنژاد متعالی معرفی می‌شود که هزاران سال پیش اتحادیه‌ای تشکیل دادند. این چهار نژاد شامل باستانیان، ناکس، آسگارد و فرلینگ می‌شود. در فصل یک با ناکس برخورد نزدیک صورت گرفته بود. در فصل دو با آسگارد نیز برخورد نزدیک صورت می‌گیرد. همچنین مشخص می‌شود که باستانیان پیشرفته‌ترین نژاد تاریخ بوده‌اند و سازندگان اختردروازه‌ها ایشان‌اند.
در پیش زمینهٔ مجموعه دائم به تلاش نیروهایی در زمین برای در اختیار گرفتن دروازهٔ ستارگان اشاره می‌شود. به‌طور خاص تعدادی عوامل خودسر در ان‌آی‌دی که در نهایت تشکیل سندیکایی به نام ائتلاف می‌دهند، دائم به دنبال سرقت دروازهٔ ستارگان و استفاده از فناوری بیگانه برای نیل به اهداف خودند. نیروهای سیاسی زمین معمولاً بر سر دروازهٔ ستارگان سرشاخ‌اند، خصوصاً پس از اینکه پروژه به نمایندگان سایر قدرت‌های زمین (در کنار آمریکا) معرفی می‌شود.

### فصل سه
با پادرمیانی آسگاردها و طی وقایعی زمین در پیمان سیاره‌های محافظت‌شده گنجانده می‌شود. در قسمت آخر فصل خطر جدیدی علاوه بر گؤائولد زمین را تهدید می‌کند و آن همانا تکثیرشوندگان است. تکثیرشوندگان پیشتر خطری برای کهکشان راه شیری نبوده‌اند لیکن آسگاردها در کهکشان خود با آن‌ها دست به گریبان بوده‌اند.

### فصل چهار
در قسمت ابتدایی این فصل تهدید تکثیرشوندگان علیه زمین خنثی می‌شود. به‌طور کلی در فصل چهار تمرکز بر گؤائولدان کم شده و دامنهٔ موضوعی تفرق بیشتری می‌یابد و داستان بسیاری از قسمت‌ها تنها بر خود استوار است. فصل چهار با نبردی بزرگ با ارباب سامانه آپافیس به پایان می‌رسد.

### فصل پنج
پس از نابودی آپافیس در فصل پنج، یک ارباب گؤائولد سامانهٔ دیگر به نام انوبیس به عنوان شخصیت منفی جایگزین او می‌شود. انوبیس پلیدتر و بدذات‌تر از آپافیس شناخته می‌شود و دانش بسیاری راجع به باستانیان و فناوری ایشان داراست. در این فصل مفهوم عروج به‌طور کامل معرفی می‌شود و توضیح داده می‌شود که باستانیان با عروج به یک سطح بالاترِ وجود از خطر انقراض رستند. انوبیس نیز کوشید چنین کند تا از دانش و قدرت بیکران آن سطح بهره گیرد ولی هبوط داده شد و در حالت خطرناک نیم‌عروج‌یافته معلق ماند. انوبیس با استفاده از فناوری باستانی و دزدیدن فناوری آسگارد قدرت زیادی کسب می‌کند.

### فصل شش
در حوالی پایان فصل ۵، دنیل جکسن می‌میرد، لیکن با کمک اُما دِسالا عروج می‌کند. در فصل شش جوناس کؤین جای پیشین دنیل را می‌گیرد چرا که الان جکسن درگیر امور کیهانی در سطح وجودی بالاتری‌است. دنیل گاه بر دوستانش پدیدار می‌شود تا به ایشان یاری رساند لیکن فقط به چشم خود آنان دیده می‌شود و از این رو ایشان اغلب گمان می‌دارند که گرفتار اوهام شده‌اند. تا اینکه در قسمت پایانی فصل شش انوبیس تهدید به نابودی ابیدس می‌کند، سیاره‌ای جز زمین که نزد دنیل بس عزیز است و از این رو دنیل عهد می‌کند که انوبیس را بازدارد.

### فصل هفت
با این حال دنیل سرانجام موفق به بازداشتن انوبیس از نابودکردن ابیدس نمی‌شود چرا که سایر عروج‌کردگان قانونی علیه دخالت در امور موجودات پست‌تر می‌دارند. سرپیچی دنیل از قانون منجر به هبوط وی به سطح وجودی انسان‌ها به دست باستانیان می‌گردد و در نتیجه دنیل بار دیگر به اس‌جی-۱ ملحق می‌شود. مدتی کوتاه پس از بازگشت دنیل، جوناس کؤین دیگربار به سیارهٔ خود پذیرفته می‌شود و فرماندهی دروازهٔ ستارگان را ترک می‌کند. در طول فصل هفت انوبیس با تار و مار کردن سایر اربابان سامانه پایه‌های قدرت خود را محکم می‌کند و در همین حین دنیل و فرماندهی دروازهٔ ستارگان به دنبال شهر مفقود باستانیان‌اند. در آنجا فناوری قدرتمندی یافت خواهد شد که به کمک آن انوبیس را شکست می‌توان داد. در قسمت پایانی فصل هفت یک پاسگاه باستانی در جنوبگان ردیابی می‌شود و جک انیل موفق به استفاده از جنگ‌افزار موجود در آنجا می‌شود و با آن تمام ناوگان انوبیس را نابود می‌کند.

### فصل هشت
در فصل هشت، ارباب سامانه، بعل، بخش زیادی از نیروهای انوبیس را خلف می‌برد، لیکن کاشف به عمل می‌آید که انوبیس به خاطر وضعیت خاص نیم‌عروج‌یافته‌اش نمرده‌است. او سرانجام بازمی‌گردد و حتی بر بعل فرمان می‌راند. در کنار این ماجرا، تکثیرشوندگان می‌گریزنند و فتح کهکشان آغاز می‌کنند و حتی اربابان سامانه هم در امان نمی‌مانند. یک تکثیرشوندهٔ انسان‌دیس («کارترشونده») به شکل سامانتا کارتر ساخته می‌شود و توانمندترین نیروی کهکشان می‌شود.
در اواخر فصل هشت، انوبیس به دنبال آن است که زندگانی را به‌طور کامل در کهکشان نابود کند و از نو آن را به کام خود بسازد. وی مترصد است که این مهم را از طریق ابرسلاح داکارا به انجام رساند. لیکن اس‌جی-۱ پیش از وی خود را به سلاح می‌رساند و آن را به گونه‌ای تنظیم می‌کند که تنها تکثیرشوندگانِ کهکشان را نابود کند. ایشان موفق به نابودی تکثیرشوندگان می‌گردند ولی پیش از آن دنیل به دست کارترشونده کشته می‌شود. لیکن وی خود را بار دیگر در سطح وجودی عروج‌یافته می‌یابد (این بار هم اُما کمکش کرده‌است). در این سطح است که سر انجام انوبیس از انجام نقشه‌اش بازمی‌ماند و به دست اُما باز ایستانیده می‌شود. سپس دنیل جکسن بار دیگر هبوط داده می‌شود و به فرماندهی دروازهٔ ستارگان در می‌رسد. بعل پس از موفقیت کامل طغیان جفا ناگزیر از هزیمت می‌شود، چرا که اربابان سامانه در نبرد با تکثیرشوندگان سخت ضعیف شده بودند و اکنون که تکثیرشوندگان نیست شده‌اند جفاها بخش زیادی از نیروی ازدست‌رفتهٔ خویش را به دست آورده‌اند.

### فصل نه
در فصل نه جک انیل فرماندهی دروازهٔ ستارگان و اس‌جی-۱ را ترک می‌گوید. مسئولیت اس‌جی-۱ به‌طور خاص به کامرون میچل (بن براودر) داده می‌شود و مسئولیت فرماندهی دروازهٔ ستارگان به هنک لندری. کاشف به عمل می‌آید که بعل به زمین هزیمت کرده‌است و مشغول بازسازی قدرتش از آنجاست و در همین حین بسیاری از گؤائولدان به «ائتلاف» نفوذ کره‌اند و آن را آلوده ساخته‌اند.
دنیل جکسن و والا مل دوران با بازدید از یک کهکشان دوردست، توجه موجودات عروج‌یافته لیکن پلید آن کهشکشان را، اورایها را، به راه شیری جلب می‌کنند. اوری‌ها از طریق فرمان‌بر مردمانی که تکامل و پیشرفت می‌دهند در امور جهان مردمان دخالت می‌کنند. به این مردمان تکامل‌داده‌دشده پیشاهنگ می‌گویند. ایشان پیرو و حامی دینی‌اند که در آن اورای‌ها پرستیده می‌شوند. نام این دین فرگان (به زبان اصلی اوریجین) است.* به پیروان این دین به دروغ وعدهٔ عروج داده می‌شود و این پیروان نادانسته قدرت اورای‌ها را که تهاجم به راه‌شیری با هدف تحمیل فرگان به مردمان و در نهایت ریشه‌کنی باستانیان آغاز می‌کنند، تقویت می‌کنند.
چون اس‌جی-۱ درمی‌یابد که مرلین یکی باستانی عروج‌یافته و بنیان‌گذار افسانه‌های آرتوری، سرگرم تحقیق برای ساخت سلاحی برای سلب نیرو از عروج‌کردگان می‌بوده بود، عزم سیاره‌ای که گفته می‌شد که سلاح را آنجا وانهاده است می‌کند. در آنجا دیهی می‌یابند با شمشیری در سنگی. در آن دیه ایشان در می‌یابند که این «سلاح» که همان است که منجر به افسانهٔ «جام مقدس» شده‌است دیری‌است که مفقود است. در همین حین اورایها موفق به بازکردن ابردروازه‌ای به راه شیری می‌شوند و ناوگانی از سفینگان اورای را برای جهاد گسیل می‌دارند. این ناوگان به راحتی کشتی‌هایی را که در آن سوی دروازه برای دفاع از راه شیری آماده بودند تار و مار می‌کند.

### فصل ده
در فصل ده والا پس از اینکه معلوم می‌شود دخترش آدریا خیلی سریع سنش به دست اورایها زیاد شده‌است و به رهبری نیروهای ایشان در راه شیری برگماشته‌شده‌است به اس‌جی-۱ ملحق می‌شود. همچنان که اورایها تهاجمات خود را پی می‌گیرند اس‌جی-۱ نیز به جستن سلاح ضد-عروج‌کردگان مرلین سنگرال (جام مقدس) ادامه می‌دهند. ایشان با بعل و تاگ‌هایش هم که اندر پی این سلاح از بهر مقاصد خویش‌اند به رقابت می‌افتند.
به دنبال بازدید از آتلانیس نام دو سیاره که ممکن است سلاح را بدارند به دنیل گفته می‌شود. این اطلاعات از طریق یکی باستانی عروج‌یافته که در تاریخ به مورگان لا فی معروف است به وی داده می‌شود؛ ولی پیش از اینکه بتواند به دنیل کمک بیشتری کند باستانیانش باز پس می‌گیرند احتمالاً به عنوان مجازات به خاطر دخالت در امور مردمان.
سرانجام اس‌جی-۱ سیارهٔ موعود را می‌یابند. آدریا اندر پی ایشان می‌افتد. پس از گذشتن از چند خوان مرلینِ یخ‌زده را می‌یابند. خودآگاه مرلین به کالبد دنیل جکسن اندر می‌شود و وی شروع به ساخت سانگرال می‌کند. پیش از پایان ساخت سلاح آدریا در می‌رسد. دنیل به کمک نیروها و توانایی‌های جدیدی که یافته‌است مدتی وی را بازمی‌دارد تا اس‌جی-۱ بگریزد ولی خود سرانجام مغلوب و اسیر می‌شود. در اسارت با تدبیر و درایت اعتماد آدریا را به دست می‌آورد و آدریا وی را پیشاهنگ می‌کند. دنیل در هیئت جدید کار ساخت سلاح را پیش می‌برد و تدبیری می‌اندیشد که باز به دست اس‌جی-۱ افتد. چون در زی پیشاهنگ به دست ایشان می‌افتد کس از دیگر اعضای اس‌جی-۱ سخنش را باور نمی‌کند. بالاخره دنیل ایشان را قانع می‌کند و در نهایت سلاح از طریق ابردروازه به کهکشان اورای‌ها فرستاده می‌شود و پس از آن کسی نمی‌داند که ایشان نابود شده‌اند یا خیر. دنیل نیز به هیئت پیشین خویش بازمی‌گردد و مرلین هم عمرش می‌رسد. با این حال هنوز جهادگران پیرو فرگان در کهکشان راه شیری حضور دارند. چندی بعد آدریا که به دست بعل اسیر می‌شود مرگ اورای‌ها را انکار می‌کند. همزی بعل به آدریا اندر می‌شود و بعل در در کالبد آدریا به دست اس‌جی-۱ افتد و این بار بعل نابودی اورای‌ها را تأیید می‌کند. از تکراع‌ها برای خروج بعل کمک خواسته می‌شود بعل پیش از خارج شدن زهری مهلک در بدن آدریا رها می‌کند. از تکراع‌ها و اس‌جی-۱ کاری بیشتری بر نمی‌آید جز اینکه مرگ ناگزیر لیکن دردآور آدریا را با تزریق بیشتر زهر تسهیل کنند. لیکن آدریا از اغما برمی‌خیزد و پس از ایجاد مشکلاتی برای اعضا عروج می‌کند. در قسمت پایانی فصل اسگاردها میراث خود را به اس‌جی-۱ داده و پیش از آنکه توسط بیماری ژنتیکی مهلکی که به جان نژادشان افتاده‌است نابود شوند دست به خودکشی دست‌جمعی می‌زنند. فصل بی پایان یافتن داستان اورای‌ها به سر می‌آید و با پایان آن مجموعهٔ تلویزیونی هم پایان می‌پذیرد لیکن قرار است باقی ماجرا به صورت فیلم وارد بازار شود.